# Ernest André (Entomologe, 1838)

Ernest André (1838–1914)

Jacques-Ernest André (geboren 20. März 1838 in Beaune, Département Côte-d’Or; gestorben 5. April 1914 in Gray, Département Haute-Saône) war ein französischer Notar und Hymenopterologe, der Hautflügler, insbesondere Ameisen und Ameisenwespen, erforscht hat.

## Leben
Ernest André wuchs mit seinem jüngeren Bruder Edmond André in Beaune auf. Bereits während seiner Kindheit hatte er Kontakt zu José Arias Teijeiro, einem carlistischen Militär und Politiker, dem nach seiner Flucht ins französische Exil seit 1839 Beaune als Wohnort zugewiesen worden war. Dort befasste sich Arias Teijeiro mit den Naturwissenschaften, insbesondere der Entomologie, und der Numismatik. Darin übte er auf Ernest André einen großen Einfluss aus.
Nach seiner Schulzeit in Beaune studierte André in Paris Rechtswissenschaften und absolvierte ein Praktikum in einem Notariat. 1864, nach dem Abschluss seines Studiums, kehrte er nach Beaune zurück und arbeitete zunächst als Büroangestellter. Im folgenden Jahr wurde er in Gray zum Notar ernannt. Während seiner bis 1892 währenden Tätigkeit als Notar in Gray wurde er mehrmals zum Präsidenten der Notariatskammer berufen. Daneben übte er zahlreiche lokale öffentliche Ämter und Ehrenämter aus.
Neben der Entomologie befasste sich André mit der Numismatik und baute eine umfangreiche Sammlung von Münzen auf, die seit der Antike in der Bourgogne in Umlauf gewesen waren. Die Sammlung enthielt einige äußerst seltene Münzen. André war Mitglied mehrerer numismatischer Vereine in Frankreich und im Ausland, darunter die Société francaise de numismatique, die Société suisse de numismatique (seit 1880) und die Société royale de numismatique de Belqique. André veröffentlichte wiederholt Aufsätze in numismatischen Fachzeitschriften. Weitere seiner Sammlungen umfassten Banknoten und Exlibris, insbesondere der französischen Kolonien.

## Entomologie
Bereits während seines Studiums begann André sich intensiv mit den Naturwissenschaften zu beschäftigen, insbesondere mit der Entomologie. Dabei konzentrierte er sich bald auf Hautflügler, insbesondere Ameisen und Ameisenwespen.
Ab 1882, mit der Herausgabe von Species des Formicides d'Europe et des pays limitrophes, galt André als einer der weltweit bedeutendsten Myrmekologen. Gemeinsam mit seinem Bruder Edmond André arbeitete er an dem umfangreichen Werk Species des hyménoptères d'Europe & d'Algérie über die europäischen und algerischen Hautflügler. Nach dem Tod Edmonds im Jahr 1889 war Ernest André alleiniger Herausgeber. Im Rahmen seiner wissenschaftlichen Arbeit beschrieb André mehr als 100 Ameisen und Ameisenwespen.
Zu seinem Nachlass gehörte eine über Jahrzehnte aufgebaute Sammlung von Ameisen und Ameisenwespen, die seinerzeit als eine der bedeutendsten der Welt galt. Die Sammlung wurde im Mai 1914, entsprechend dem Wunsch Andrés, dem Muséum national d’histoire naturelle übergeben.
Ernest André war seit 1857, noch während seiner Studienzeit, Mitglied der Société entomologique de France. Seine Mitgliedschaften in zahlreichen weiteren naturkundlichen und entomologischen Vereinigungen umfassten die Deutsche Entomologische Gesellschaft (seit 1909), das Museum national d'histoire naturelle in Paris, die Entomological Society of America (seit 1897), die Academy of Natural Sciences of Philadelphia (seit 1884) und die spanische Real Sociedad Española de Historia Natural (seit 1899).

## Auszeichnungen
- 1883 Prix Jean Dollfus für sein Werk Species des Formicides d'Europe et des pays limitrophes.[13]
- 1901 Offizier des Königlichen Ordens von Kambodscha
- 1907 Officier d’Académie[10][14]

- Ehrenpräsident der Société grayloise d'émulation

## Veröffentlichungen (Auswahl)
Ernest André war Mitbegründer der Zeitschrift Miscellanea Entomologica und langjähriger Herausgeber des Bulletin de la Société grayloise d'émulation.
Sein bedeutendstes Werk als Herausgeber war, bis zum fünften Band von 1889 gemeinsam mit seinem Bruder Edmond, das bis 1913 in elf Bänden veröffentlichte Werk Species des Hyménoptères d'Europe et d'Algérie. Den auf Ameisen bezogenen Teil des zweiten Bands und den achten Band über Ameisenwespen hatte Ernest André selbst verfasst.
- Edmond André, Ernest André (Hrsg.): Species des hyménoptères d'Europe & d'Algérie.
  - Band 2, Les fourmis von Ernest André und Les guêpes von Edmond André. Beaune, Selbstverlag 1881, Digitalisat.
  - Band 8, Les mutillides von Ernest André. Paris, Dubosclard 1899, Digitalisat.
- 1874: Description des fourmis d'Europe pour servir a l'étude des insectes myrmécophiles. In: Revue et magasin de zoologie pure et appliquée 1874, Serie 3, Band 2, S. 152–235, Digitalisat.
- 1882: Species des hyménoptères composant le groupe des formicides. Gray, Francis Bouffaut 1881–1882, Digitalisat.
- 1898: Étude sur les Mutillides du Muséum de Paris. In: Annales de la Société Entomologique de France 1898, Band 67, S. 1–79, Digitalisat.
- 1901: Matériaux pour servir à la connaissance des Mutillides d'Afrique. In: Zeitschrift für Systematische Hymenopterologie und Dipterologie 1901, Band 1, S. 279–352, Digitalisat.
- 1902: Fam. Mutillidae. In: Genera Insectorum 1902, Band 11, S. 1–77, Digitalisat.
- 1908: Étude sur les Mutillides du Musée National d'Histoire naturelle de Buénos Aires. In: Anales del Museo Nacional de Buenos Aires 1909, Band 10, S. 169–214, Digitalisat.
- 1908: Revision monographique des Mutillides de l'Egypte. In: Memoires de la Société Entomologique d'Egypte 1908, Band 1, Nr. 2, S. 1–94, Digitalisat